# Анехо
Анехо (фр. Aného) — місто на південному сході Того, в Приморській області. Лежить за 45 км від столиці, міста Ломе, на березі Атлантичного океану недалеко від кордону з сусіднім Беніном. За даними на 2012 рік у місті проживає близько 28 000 осіб.

## Історія
Спочатку на місці міста був португальський ринок рабів. У 1884 році Анехо став першою столицею Німецького Того. У 1897 через поступове зниження значущості міста столицю перенесено в Ломе.

## Економіка
Жителі міста переважно займаються сільським господарством та рибальством. У 1905 році збудовано залізницю Ломе — Анехо, яка з'єднала місто зі столицею.

## Пам'ятки
Агломерація Анехо—Ґліджі є у списку кандидатів на включення до списку Світової спадщини.

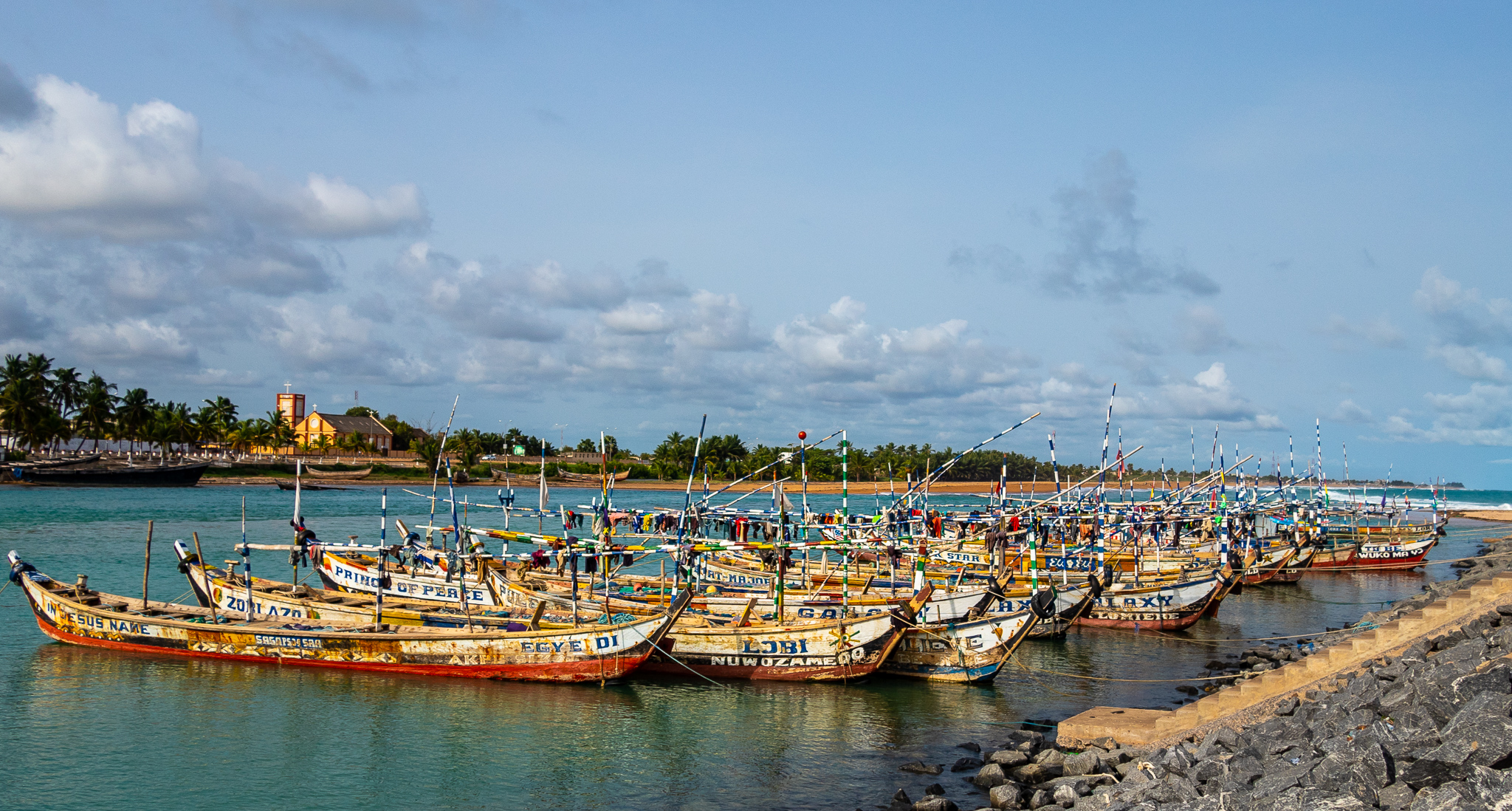
Човни
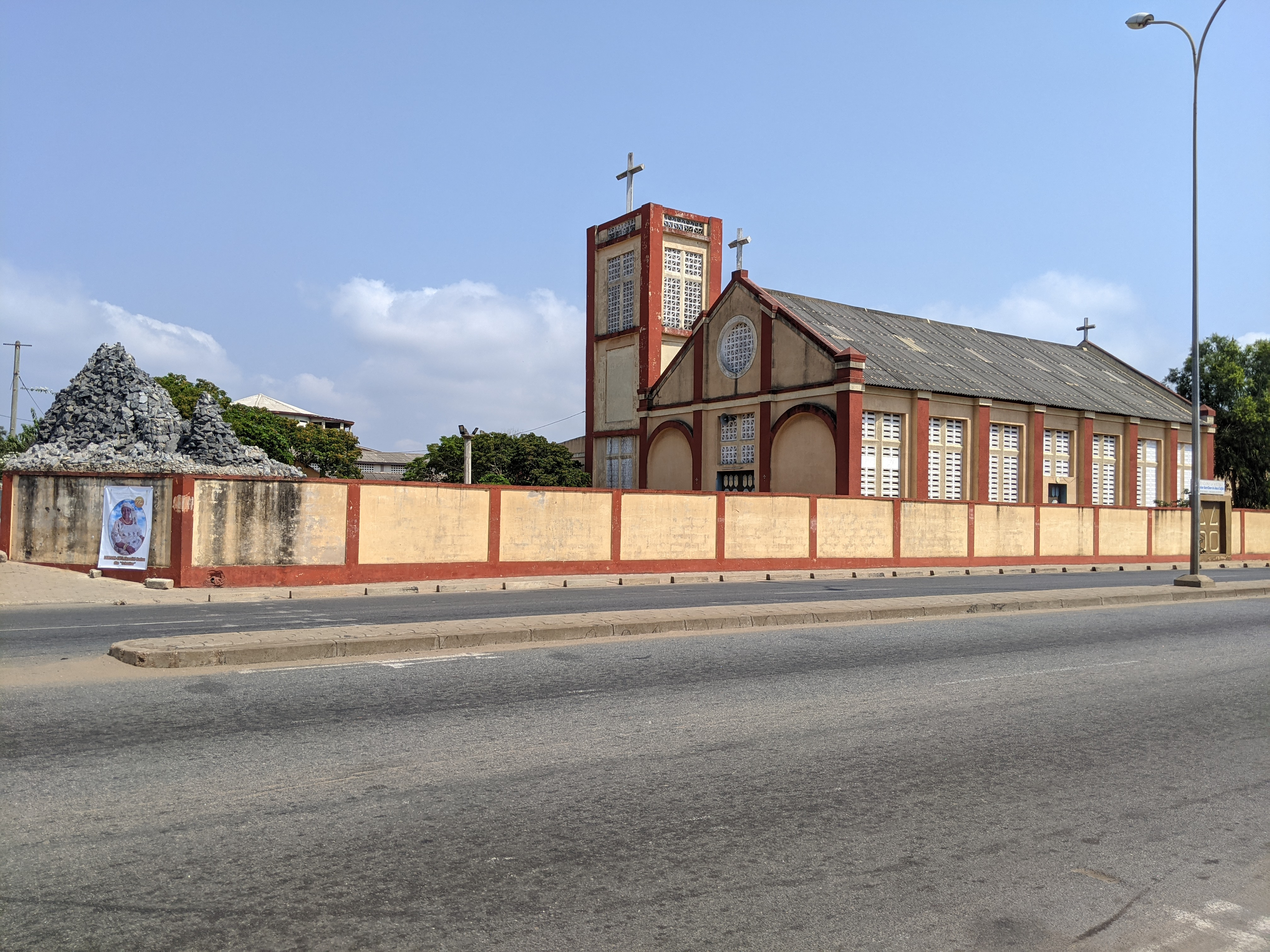
Католицький собор
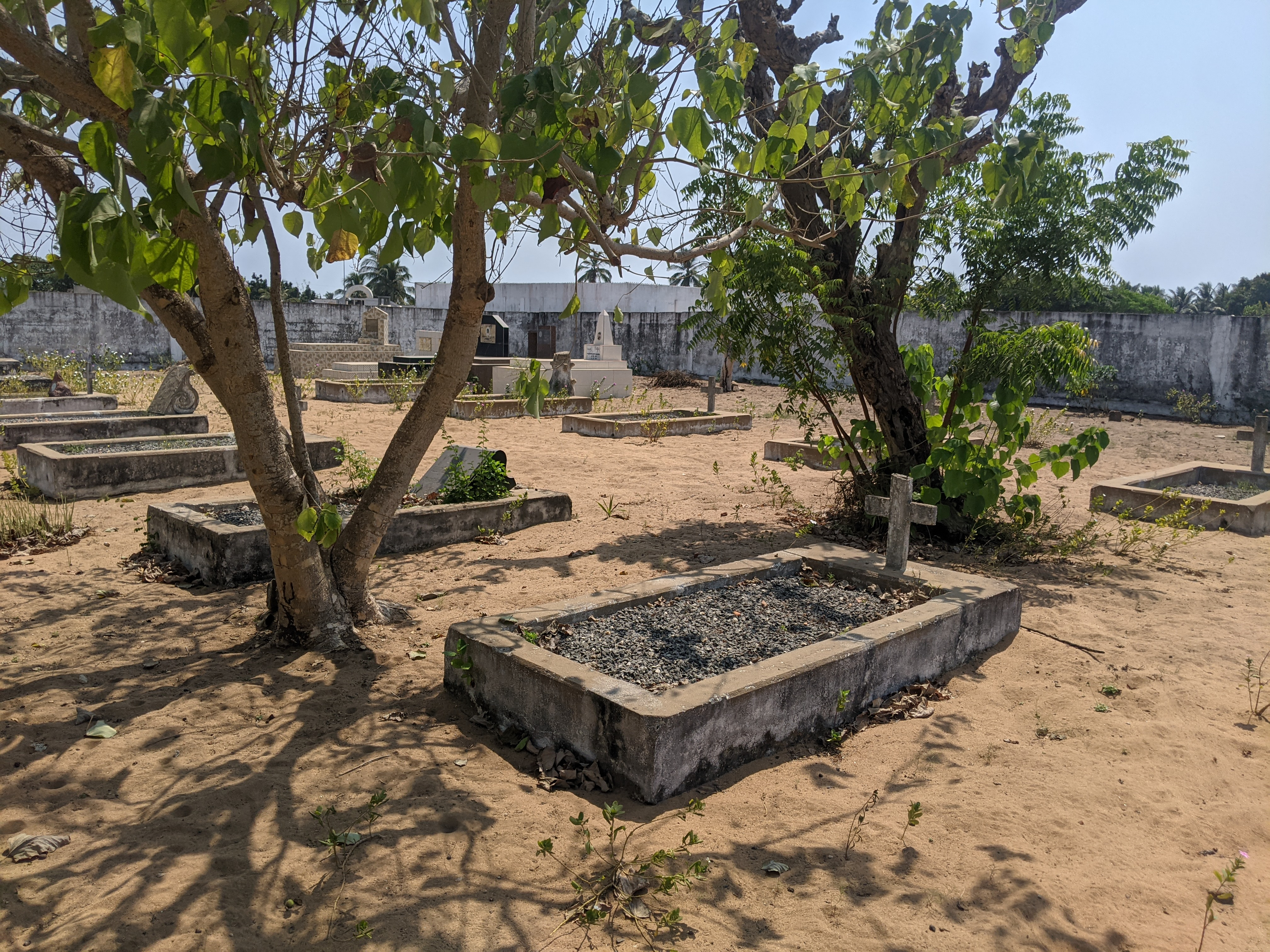
Німецьке кладовище
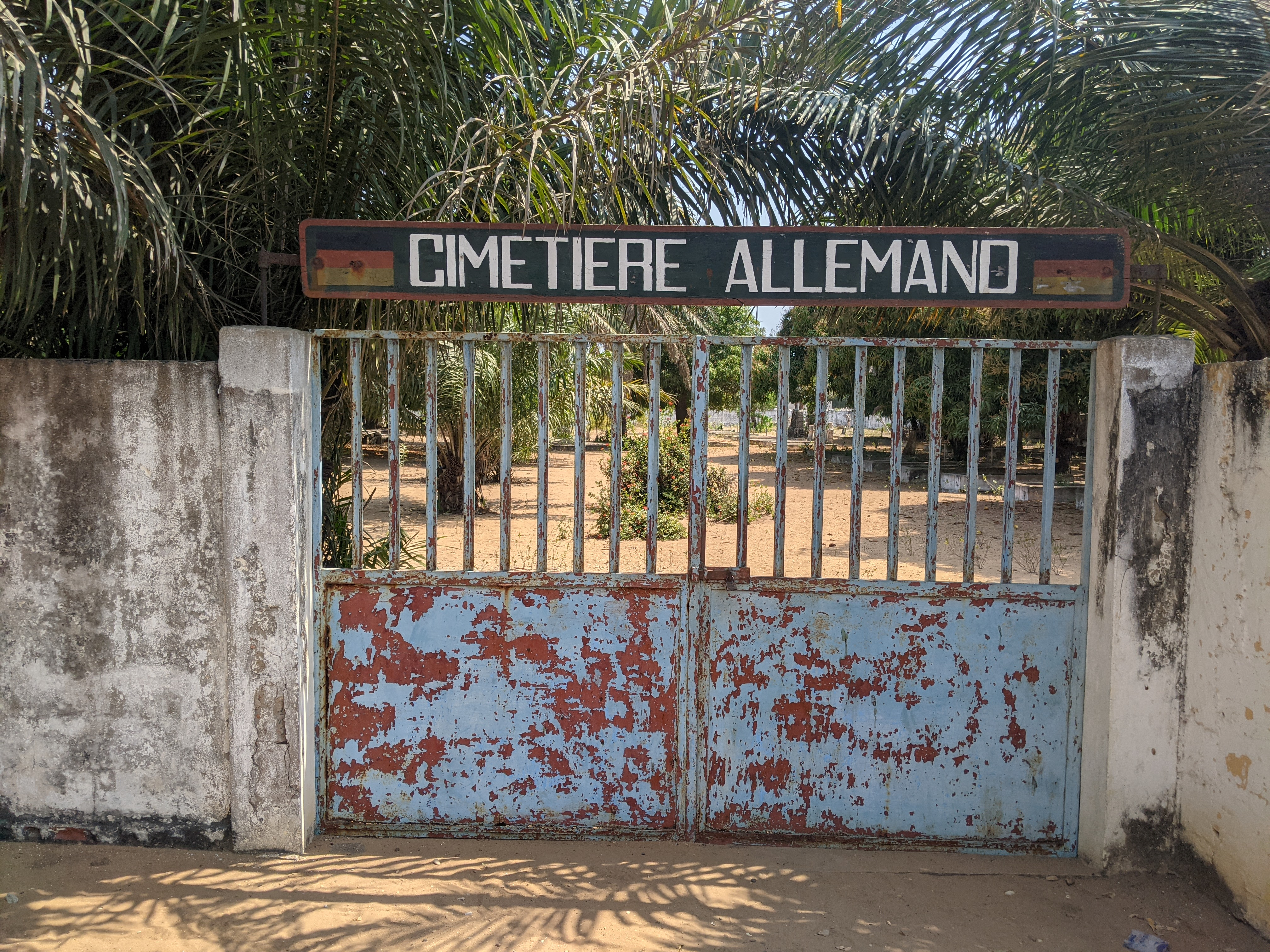
Центральний вхід